# Preparativi per stare insieme per un periodo indefinito di tempo
Preparativi per stare insieme per un periodo indefinito di tempo (Felkészülés meghatározatlan ideig tartó együttlétre) è un film del 2020 scritto e diretto da Lili Horvát. È stato selezionato per rappresentare l'Ungheria nella corsa all'Oscar per il miglior film internazionale 2021, senza però venire candidato.

## Trama
La neurochirurga Márta torna a Budapest, dopo essersi data appuntamento al Ponte della Libertà col dottor János, che ha conosciuto e di cui si è innamorata durante il suo soggiorno negli Stati Uniti. Lui però non si presenta: quando Márta riesce a trovarlo e lo incalza a proposito, le risponde con naturalezza di non averla mai vista prima, sconvolgendo la vita della donna.

## Distribuzione
Il film è stato presentato in anteprima il 3 settembre 2020 alle Giornate degli autori della 77ª Mostra internazionale d'arte cinematografica di Venezia. È stato distribuito nelle sale cinematografiche italiane a partire dal 2 marzo 2023.

## Riconoscimenti
- 2020 - Chicago International Film Festival[1]
  - Miglior regista esordiente a Lili Horvát
- 2020 - Semana Internacional de Cine de Valladolid[1]
  - Espiga de oro
  - Miglior attrice a Natasa Stork
  - Premio Pilar Miró per il miglior nuovo regista a Lili Horvát
- 2021 - Independent Spirit Awards[4]
  - Candidatura per il miglior film internazionale